# Judikael Magique
Judikael Magique (Abidjan, 21 gennaio 1993) è un calciatore ivoriano, centrocampista o attaccante dell'Oliveira de Frades.

## Caratteristiche tecniche
Ala destra, può giocare come ala sinistra o trequartista.

## Palmarès
- Coppa del Portogallo: 1

Académica: 2011-2012